# Agneaux
Agneaux é uma comuna francesa na região administrativa da Normandia, no departamento Mancha. Estende-se por uma área de 6,5 km². Em 2010 a comuna tinha 4 507 habitantes (densidade: 693,4 hab./km²).